# Lactophrys trigonus

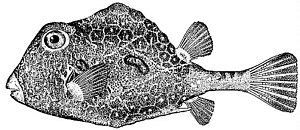
Lactophrys trigonus

El chapín de lunares blancos (Lactophrys trigonus) es una especie de peces de la familia Ostraciidae en el orden de los Tetraodontiformes. Debe su nombre a su gracioso cuerpo dorado en forma de baúl.

## Morfología
- Los machos pueden llegar alcanzar los 55 cm de longitud total y 3.310 g de peso.

## Hábitat
Es un pez de mar de clima tropical y asociado a los  arrecifes de coral que vive entre 2-50 m de profundidad.

## Alimentación
Come una amplia variedad de pequeños invertebrados  bentónicos, como moluscos, crustáceos, gusanos y túnicas.

## Distribución geográfica
Se encuentra desde el Canadá y Massachusetts (Estados Unidos) hasta  Brasil, incluyendo Bermuda, el Golfo de México y el Mar Caribe. También está presente en el Mediterráneo.

## Uso comercial
Es muy apreciado como alimento en el Caribe.